# Mejač
Mejač je priimek več znanih Slovencev:
- Aleš Mejač (*1983), nogometaš
- Andrej Mejač - "Komenčan" (1866—1941), veletrgovec, kronist, politik
- Anja Mejač (*1989), plesalka in koreografinja
- Ciril (Cyril J.) Mejač (1924—2013), profesor, prevajalec in publicist (ZDA)
- Cveto (Robert) Mejač (1914—1992), arhitekt (v Avstraliji)
- Janez Mejač, stavec, prostovoljec v bosansko-hercegovskem uporu 1875
- Janez Mejač (*1936), baletni plesalec, koreograf in pedagog
- Jože Mejač (1915—2012), lazarist, domobranski kurat
- Jože(f Anton) Mejač (1927—2017), veterinar, strokovni pisec
- Katarina Lavš Mejač (1946—2018), psihologinja, TV scenaristka, urednica in voditeljica
- Lara Mejač, kuratorka in producentka
- Leopold Mejač (1908—1979?), organist, zborovodja
- Stane Mejač, judoist, športni delavec
- Žiga Mejač (*1964), plavalec, rock pevec